# 방봉
방봉(房鳳, ? ~ ?)은 전한 말기의 유학자이자 관료로, 자는 자원(子元)이며 낭야군 불기현(不其縣) 사람이다.

## 생애
윤갱시의 밑에서 《좌씨춘추》를 익혔다. 석책(射策)에 을과(乙科)로 급제하여 태상장고(太常掌故)가 되었고, 태상이 방정(方正)으로 천거하여 현령·도위를 지냈다가 면직되었다. 다시 대사마표기장군 왕근이 방봉이 경서에 통달하였다며 조정에 천거하여 광록대부로 발탁되었고, 오관중랑장으로 전임되었다.
이후 경서의 교열을 관장하던 유흠·왕공과 함께 시중(侍中)으로 임용되었다. 유흠의 상주로 좌씨춘추를 근간으로 삼으려던 애제는 유생들에게 이를 자문하였는데, 유생들은 모두 반대하였다. 유흠은 다시 승상 공광에게 이야기하였으나 공광도 마찬가지였고, 오직 방봉과 왕공만 동조하였다. 대사공 사단은 유흠이 선대에 세운 규범을 해치려 하였다고 비방하였고, 결국 애제는 유흠 등을 외직으로 쫓아냈다. 방봉은 구강태수가 되었고, 이후 관직이 청주목에 이르렀다.

## 출전
- 반고, 《한서》 권88 유림전